# Danh sách câu lạc bộ bóng đá ở Sint Maarten
Đây là danh sách các câu lạc bộ bóng đá ở Sint Maarten, được sắp xếp theo thứ tự bảng chữ cái.
- D&P Connection FC
- Flames United SC
- Haitian United
- Jah Rebels
- Liberation Stars
- Lucian United
- Organized Youth
- RISC Takers FC
- United Warlords
- Victory Boys

Bản mẫu:Bóng đá Sint Maarten